# Victoria Dam
Victoria Dam är en dammbyggnad i Australien. Den ligger i kommunen Kalamunda och delstaten Western Australia, omkring 22 kilometer sydost om delstatshuvudstaden Perth. Victoria Dam ligger 185 meter över havet. Den ligger vid sjön Victoria Reservoir.
Runt Victoria Dam är det ganska tätbefolkat, med 160 invånare per kvadratkilometer.. Närmaste större samhälle är Armadale, omkring 13 kilometer sydväst om Victoria Dam. 
I omgivningarna runt Victoria Dam växer huvudsakligen savannskog. Genomsnittlig årsnederbörd är 951 millimeter. Den regnigaste månaden är september, med i genomsnitt 168 mm nederbörd, och den torraste är februari, med 12 mm nederbörd.